# Архиепископ српски Јевстатије II
Јевстатије II Српски је био српски православни архиепископ од 1292. до 1309. године. Поштује се као светитељ.
За време двојице његових претходника (Јевстатија старијег и Јакова) и његове службе као архиепископа дошло је до наглог успона и територијалног ширења средњовековне српске државе. Њена се територија проширила на следећа места и околна подручја: године 1282. освојено је Скопље, где ће се пренети престоница, затим оба Полога, Овче поље, Злетово, Пијaнeц, Кичево и Дебар. На северу је освојено Браничево, Видин (1290). Основане су и нове епархије, и то: Грачаничка, Кончанска, Лимска, Мачванска, Браничевска, Београдска и Скопска.
Био је осми по реду српски архиепископ. Површно је обновио манастир Жичу, где је била пре архиепископска столица. Прво је рукоположио у Жичи, па поставио је монаха Данила (будућег великог српског хагиографа архиепископа) за хиландарског игумана. Са Драгутином Немањићем је отишао пред смрт у Срем; одступио са црквеног трона, када је на српски престол ступио краљ Милутин.
Српска православна црква слави га 16. августа по јулијанском, а 29. августа по грегоријанском календару.